# دهستان خسروآباد
دهستان خسروآباد نام دهستانی در بخش چنگ الماس شهرستان بیجار، استان کردستان در ایران است. براساس سرشماری مرکز آمار ایران در سال ۱۳۸۵، جمعیت آن ۴۳۱۹ نفر (۹۸۵ خانوار) بوده‌است.